# 타케노코 (보드 게임)
《타케노코》(영어: Takenoko)는 앙투안 바우자가 제작한 보드 게임이다. 2012년 L'As d'Or Jeu de l'Année에서 수상한 작품이다.